# Palma di Montechiaro
Palma di Montechiaro är en ort och kommun i kommunala konsortiet Agrigento, innan 2015 provinsen Agrigento, i regionen Sicilien i sydvästra Italien. Kommunen hade 22 663 invånare (2017).